# الناصر قلج أرسلان بن محمد
الناصر قلج أرسلان بن محمد، هو ابن المنصور الأول، وتوفي في 617هـ فتولى بعده ابنه المظفر الثاني محمود بعهدٍ من أبيه، وكان عند وفاة أبيه في مصر عند الكامل بن العادل، فاغتصب المُلْكَ أخوه الناصر قَليج أرسلان، لكن الملك الكامل سار إلى الشام وأعاد المظفر الثاني ملكاً على حماة، وأعطى أخاه الناصر مدينة (بعرين).